# Bełasica Petricz
Bełasica Petricz – bułgarski klub piłkarski założony w 1920 roku.  
Po raz pierwszy do I ligi zespół awansował w sezonie 1979–1980. Spędził w niej cztery lata. Po czternastoletniej nieobecności ponownie zawitał do ekstraklasy w rozgrywkach 1998–1999, ale tym razem przygoda trwała tylko jeden rok, ponownie jak dwa lata później, kiedy drugoligowa wówczas Bełasica połączyła się z Hebyrem Pazardżik i dzięki temu po raz kolejny mogła zaprezentować się na boiskach pierwszoligowych. 
Drużyna w najwyższej klasie rozgrywkowej Bułgarii występuje nieprzerwanie od sezonu 2003–2004. Największym osiągnięciem jest szóste miejsce w rozgrywkach 2005–2006. We wszystkich poprzednich grach w ekstraklasie (łącznie w ośmiu sezonach) Bełasica ani razu nie zajęła lokaty wyższej niż jedenasta.

## Sukcesy
- awans do ekstraklasy: w sezonach 1979–1980, 1998–1999 oraz 2002–2003

- 6. miejsce w ekstraklasie: w sezonie 2005–2006

## Stadion
Stadion cara Samuiła w Petriczu może pomieścić 12 tysięcy widzów. Patronem obiektu jest władca Bułgarii, żyjący na przełomie IX i X wieku.